# Wisent-Denkmal (Bremen)
Das Wisent-Denkmal im Rhododendronpark im Bremer Stadtteil Horn-Lehe wurde dort 1940 aufgestellt und wird in der Liste der Denkmale und Standbilder der Stadt Bremen geführt.

## Denkmal

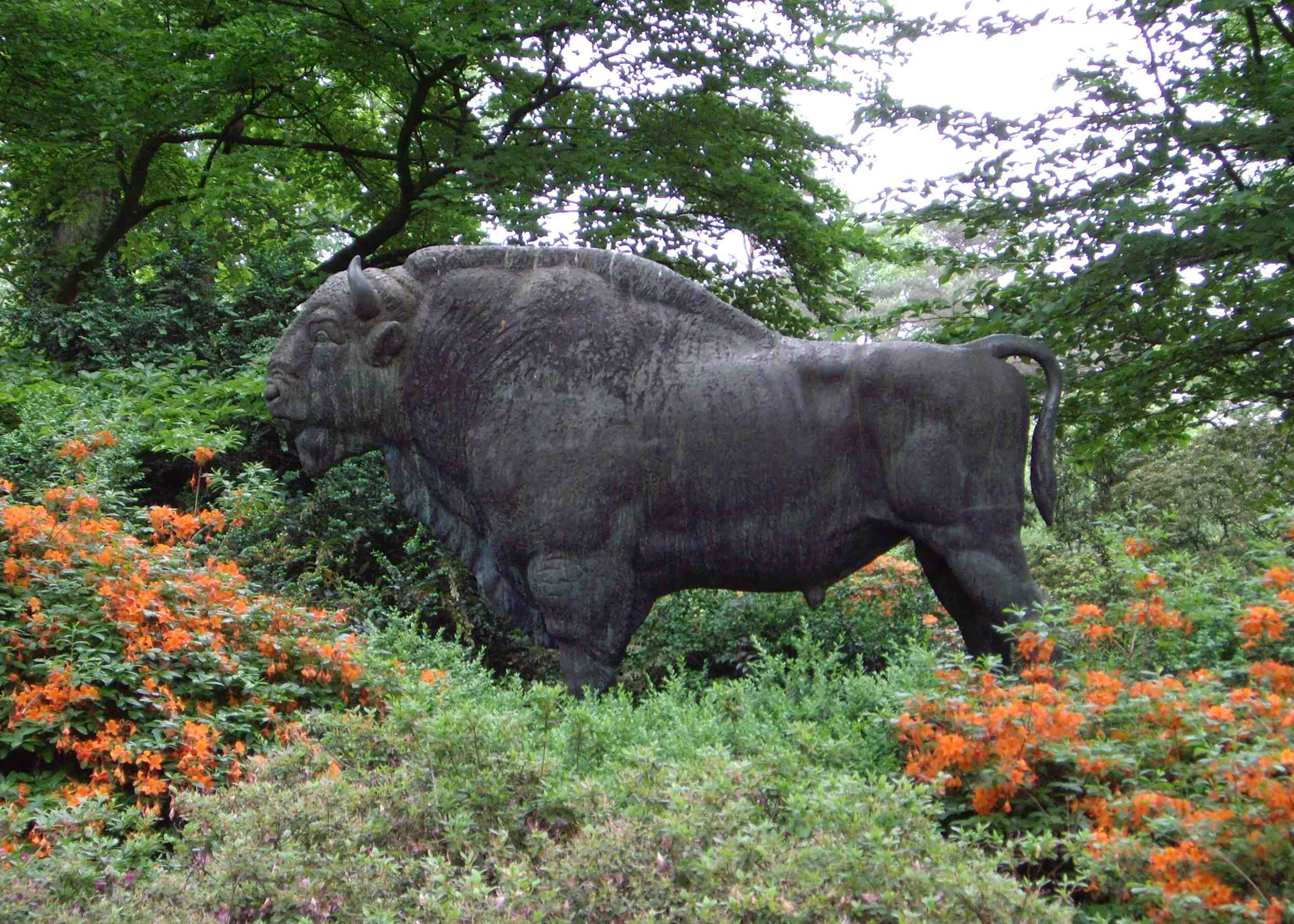
Wisent-Denkmal

Der 2,30 m hohe Wisent aus Bronze wurde 1935 nach einem im Berliner Atelier des Bildhauers Ernst Gorsemann entstandenen Modell in der dortigen Gießerei von Heinze & Barth realisiert. Im August 1935 erfolgte der Transport der 1275 kg schweren Plastik vom Atelier Gorsemann in Dahlem zum Haus der  Berliner Künstler am Skagerrak Platz im Ortsteil Tiergarten und bekam einen prominenten Platz vor dem Berliner Künstlerhaus in der Tiergartenstraße. Gorsemann war 1934 als Professor an die Nordische Kunsthochschule berufen worden. Daher kam die Plastik im Oktober 1935 nach Bremen und wurde am 26. Oktober 1935 im Hof der Kunsthochschule aufgestellt, wo sie auch im Jahr 1936 steht. Im November – Dezember 1936 wird die Figur auf der Gau Kulturwoche Weser-Ems in Oldenburg präsentiert. Im April 1937 wird sie für die Weltausstellung in Paris verladen und steht dann vom 25. Mai bis zum 25. November 1937 im Dachgarten des Deutschen Pavillon. Diese Reihe prominenter Ausstellungen der Skulptur, insbesondere aber die bei der Pariser Weltausstellung 1937, verdeutlicht die Wertschätzung des Künstlers und seines Werks durch die nationalsozialistische Kunstpolitik. Aber auch die Veranstalter ehrten Gorsemann mit einer Goldmedaille.
Von Paris aus kam der Wisent nach Bremen, stand zunächst im Hof der Nordischen Kunsthochschule und anschließend vor dem Eingang zu der vom Reichspropagandaministerium veranstalteten  Ausstellung Bremen – Schlüssel zur Welt. Verzögert durch fehlende Erwerbsmittel, zu denen schließlich die Julius Rohland-Stiftung beitrug, konnte die Skulptur für die Stadt Bremen erworben werden und sie wurde 1940 im wenige Jahre zuvor angelegten Rhododendronpark aufgestellt.
Vom Bildhauer Gorsemann stammen in Bremen u. a. auch die Denkmale Benquestein, Rehbrunnen und Bärenskulptur in den Wallanlagen, Skulptur December im Garten der Egestorff-Stiftung und die Gedenkplatte zum Non-Stop-Flug 1928 über den Atlantik in der Böttcherstraße.

## Hintergrund
Der Wisent war seit dem Kaiserreich ein beliebtes Motiv der nationalen Ikonographie, mehr noch im Dritten Reich: 17 Exemplare sind 1937–1944 auf den Großen Deutschen Kunstausstellungen gezählt worden. Das Waldrind, das man mit der Zeit der Germanen in enge Verbindung brachte, stand als Metapher für Überlegenheit und Recht des Stärkeren.
In den 1920er Jahren war der Wisent vom Aussterben bedroht und der letzte freilebende Wisent wurde 1927 im Kaukasus geschossen. 1923 gründete sich die Internationale Gesellschaft zur Erhaltung des Wisents in Berlin, deren erstes Ziel war die Erfassung sämtlicher noch lebenden Wisente, auf deren Basis man mit einer Erhaltungszucht beginnen könne. Die Gesellschaft wurde ab 1933 gleichgeschaltet und es wurden die Versuche, die Wisent-Population durch die Einkreuzung amerikanischer Bisons schlagartig zu vergrößern, durch die Nationalsozialisten intensiviert.

## Wisent-Denkmale
Andere Wisent-Denkmale sind u. a.
- die Kämpfenden Wisente von August Gaul, das 1912 in Königsberg aufgestellt wurde und noch in Kaliningrad zu sehen ist,
- die Plastik von August Waterbeck von 1935 im Eilenrieder Stadtwald  in Hannover.